# Лучіан Буте
Лучіан Буте (рум. Lucian Bute; 28 лютого 1980, Галац) — румунсько-канадський боксер, призер чемпіонату світу серед аматорів, чемпіон світу за версією IBF (2007 — 2012) у другій середній вазі.

## Аматорська кар'єра
На чемпіонаті світу 1999 в категорії до 67 кг Лучіан Буте завоював бронзову медаль.
- В 1/16 фіналу переміг Нурхана Сулейман-огли (Туреччина) — 9-5
- В 1/8 фіналу переміг Міхая Котаї (Угорщина) — 8-4
- У чвертьфіналі переміг Кестутіса Санданавичюса (Литва) — 18-5
- У півфіналі програв Тимуру Гайдалову (Росія) — 7-10

На чемпіонаті Європи 2002 переміг Гайдарбека Гайдарбекова (Росія) і Нікола Сєклоча (Югославія), а у чвертьфіналі програв Карой Балжаї (Угорщина).
На чемпіонаті світу 2003 в категорії до 75 кг переміг Александра Богданця (Латвія) і Дмитра Усагіна (Болгарія), а у чвертьфіналі програв нокаутом Геннадію Головкіну (Казахстан).

## Професіональна кар'єра
2003 року Лучіан Буте переїхав на постійне проживання до Канади і у листопаді дебютував на професійному рингу.
15 червня 2007 року, маючи рекорд 19-0, Буте зустрівся в бою за звання обов'язкового претендента на титул чемпіона світу за версією IBF у другій середній вазі з Сакіо Біка (Австралія) і здобув перемогу одностайним рішенням суддів. 19 жовтня 2007 року нокаутував у одинадцятому раунді Алехандро Берріо (Колумбія) і відібрав у нього в першому захисті звання чемпіона світу за версією IBF.
Лучіан Буте утримував звання чемпіона світу впродовж 2007—2012 років, захистивши титул дев'ять разів.

### Буте проти Фроча
26 травня 2012 року Лучіан Буте проводив десятий захист титулу в бою проти ексчемпіона світу Карла Фроч (Велика Британія). Незважаючи на те, що Буте був безумовним фаворитом, Фроч домінував в поєдинку і нокаутував чемпіона у п'ятому раунді. Буте зазнав першої поразки і втратив звання чемпіона.
Ще двічі Буте виходив на бій за звання чемпіона світу, програвши спочатку 28 листопада 2015 року британцю Джеймсу Дегейлу бій за звання чемпіона IBF, а 30 квітня 2016 року Баду Джеку (Швеція) бій за звання чемпіона WBC.